# Gomphocerus
Gomphocerus es un género de saltamontes de la subfamilia Gomphocerinae, familia Acrididae; está asignado a la tribu Gomphocerini. Este género se distribuye en  Europa y Asia, con una especie en Brasil.

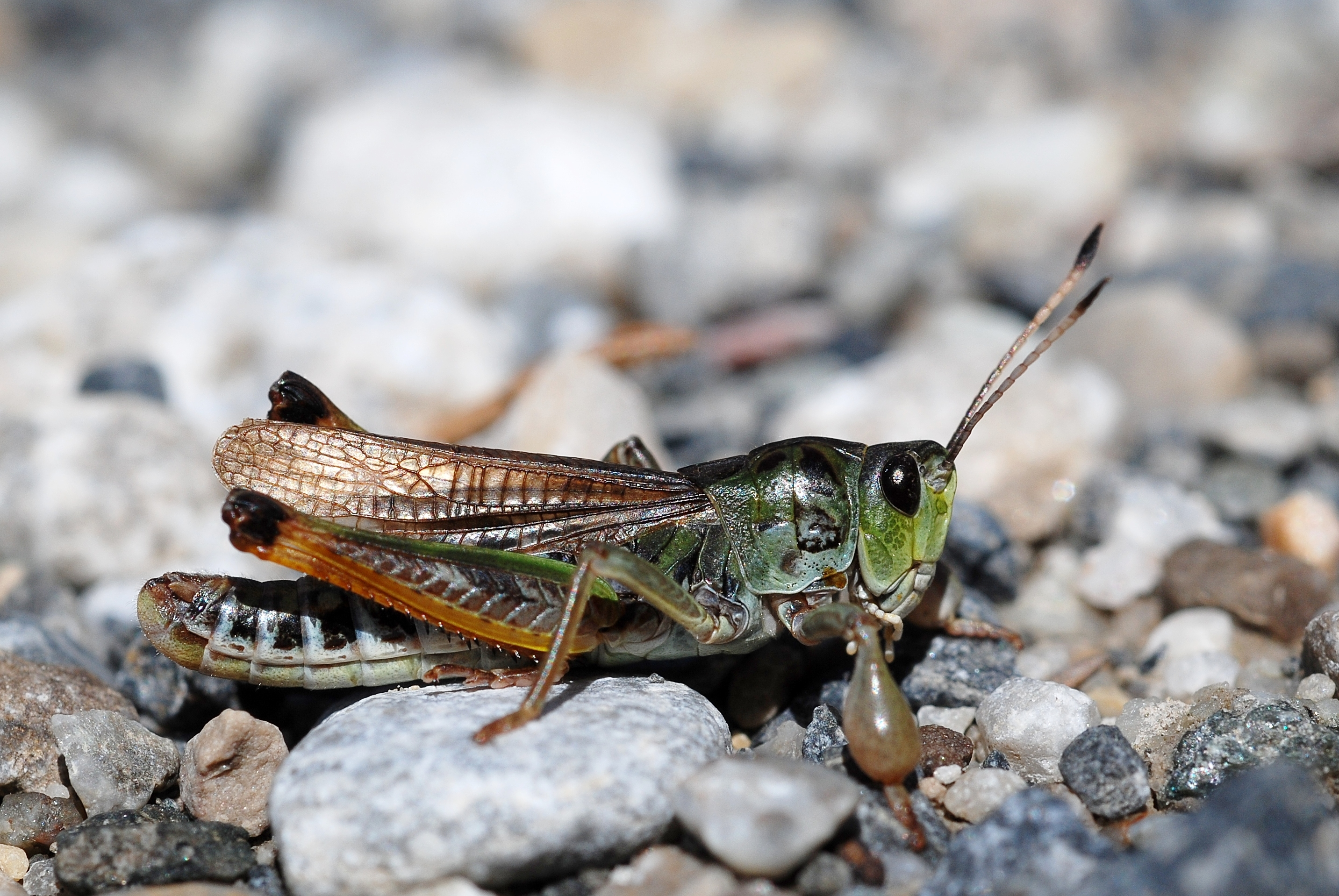
Gomphocerus sibiricus macho

## Especies
Las siguientes especies pertenecen al género Gomphocerus:
- Gomphocerus armeniacus (Uvarov, 1931)
- Gomphocerus dispar Fischer von Waldheim, 1846
- †Gomphocerus femoralis Heer, 1849
- Gomphocerus kudia Caudell, 1928
- Gomphocerus licenti (Chang, 1939)
- Gomphocerus plebejus Stål, 1861
- Gomphocerus semicolor Burmeister, 1838 (Brasil)
- Gomphocerus sibiricus (Linnaeus, 1767)
- Gomphocerus transcaucasicus Mistshenko, 1951